# 1321 w literaturze
Wydarzenia literackie w 1321 roku.

## Zmarli
- Dante Alighieri, włoski poeta i prozaik (ur. 1265)